# HD 26571
HD 26571，又名BD+22 649，SAO 76505、HR 1297，是一颗恒星，视星等为6.12，位于銀經172.42，銀緯-20.55，其B1900.0坐标为赤經4h 6m 55.3s，赤緯+22° -20.55′ 23″。